# 古滨鸟属
古滨鸟属（学名：Palaeotringa）是种史前鸟类，由 奥塞内尔·查利斯·马什在19世纪的骨头大战中发现。遗骸出土于有争议的新泽西州霍纳斯敦组，时间横跨距今约6600万年的白垩纪—古新世边界。虽不能确定这种鸟生存于白垩纪—古近纪灭绝事件之前还是之后，但很可能是栖于大西洋西北海岸的水鸟。
目前有两个种归入本属：岸古滨鸟（Palaeotringa littoralis）与流浪古滨鸟（P. vagans）。一段时间以来，人们都认为该属是原始的小型鹤形目，后来又将其归入形态分类单元“始鸬鹚科”（Graculavidae），即"过渡型水鸟"。虽然该属貌似早期的鹱形目（该类群可能在白垩纪就已出现），但遗骸过于零碎，系统发育分析除表明其与当代其它鸟类一样属于今鸟类外，也无法得出更确切的结论。该属也可能并非鹱形目，而是某种独特但相对原始的新鸟小纲成员，与鹤科、秧鸡科、鹳科和（或）鹭科等鸟类（全部或其中一部分）的共同祖先近缘。上述类群的确切起源不明，但在白垩纪末期，这些谱系中可能存在一些原始的、体型可能非常小的祖先鸟类。然而可以注意到，奥纳斯敦组除海生及海岸动物外几乎未发现其它动物。 
另一种鸟类的两块胫跗骨远端：标本ANSP 13361与AMNH 25221曾被归入该属，分别发现于奥纳斯敦组及怀俄明州马斯特里赫特期的兰斯组，其中一块骨头被命名为“古老古滨鸟”（"Palaeotringa" vetus）。后续分析认为这些骨头不属于古滨鸟，并其归入原始末鸟。一项重新评估则认为其总体上与古滨鸟及鹱形目的关系都不是很近。更确切说，这些骨骼与鹤科、异形鸟科及普瑞斯比鸟科的池居鸟属存在某些共同特征。像其以前的近亲一样，系统发育分析因缺乏材料而无法得出该分类单元的亲缘关系。